# Chilothrips pini
Chilothrips pini är en insektsart som beskrevs av Ian A. Hood 1916. Chilothrips pini ingår i släktet Chilothrips och familjen smaltripsar. Inga underarter finns listade i Catalogue of Life.